# 施派尔德国行政科学大学
施派尔德国行政科学大学（Deutsche Universität für Verwaltungswissenschaften Speyer）是一所位於德國萊茵蘭-普法爾茨州施派爾的行政科學和公共管理國家研究生院。

## 简介
該學校於1947年由法國占领當局作為国家行政学院成立，為施派爾國家行政科學學院 (Staatliche Akademie für Verwaltungswissenschaften Speyer)，旨在使德國高級公務員民主化。作為国家行政学院的姊妹機構，该校是第一所也是唯一一家採用法國高等學校模式的德國學校。
1950年更名為施派爾行政科學學院（Hochschule für Verwaltungswissenschaften Speyer），正式成立為具有法律能力的德國公法機構，並受託“在教育和研究中培養行政科學” 。两德統一後成為施派爾德國行政科學學院（Deutsche Hochschule für Verwaltungswissenschaften Speyer）。
大学提供四個碩士課程，拥有授予博士學位和資格，提供研究生證書課程，並管理高管教育課程，是德國和國際高級政府官員的培訓基地。